# 보습

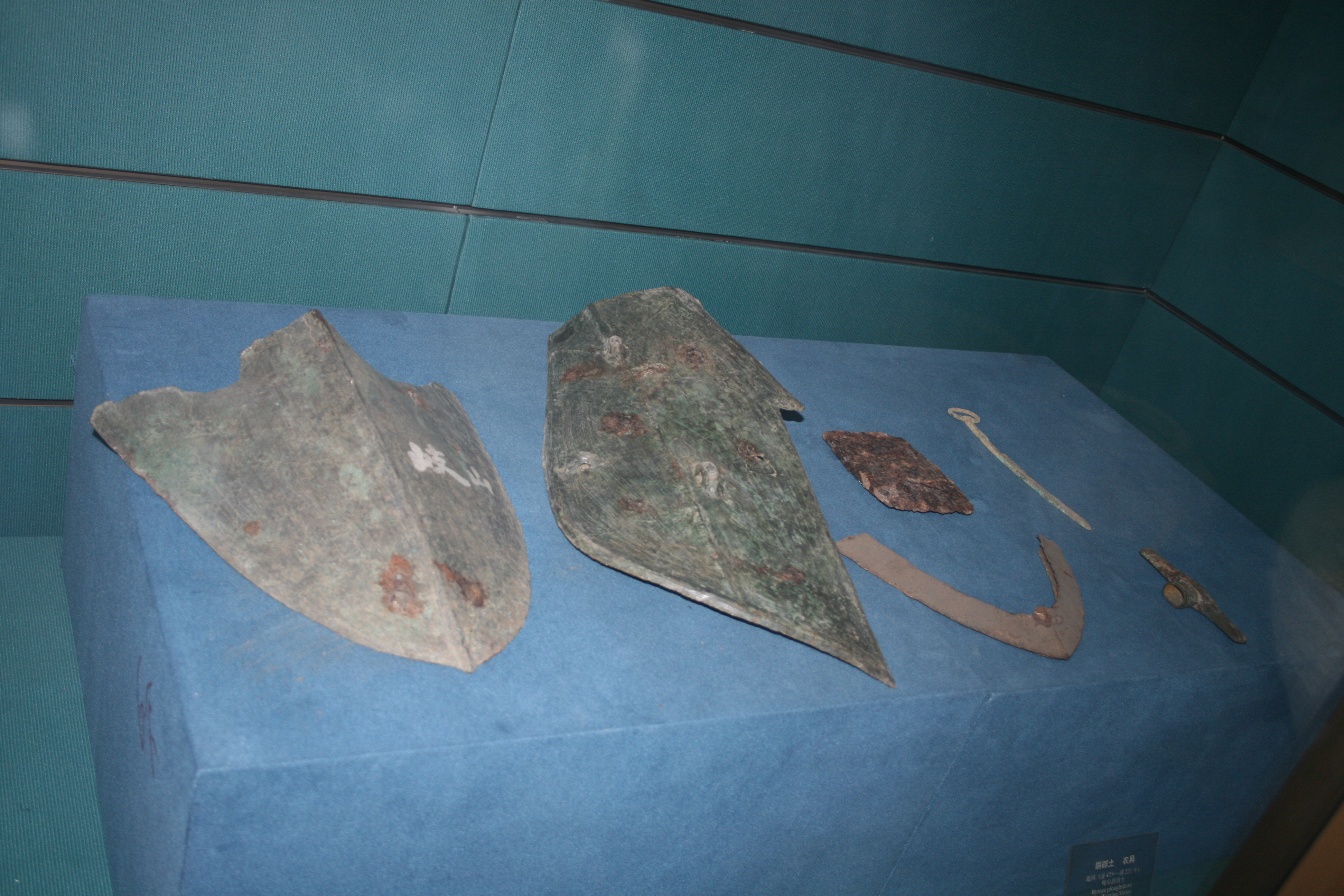

보습(영어: plowshare)은 쟁기로 땅을 갈 때 땅에 직접 닿는 날 부분이다. 쟁기질을 할 때 코울터(하나 이상의 획기적인 스파이크)를 밀접하게 따르는 주형보드의 절단 또는 앞 가장자리이다.
잘 경작된 지형에서는 쟁기가 선행 코울터 없이도 임무를 수행할 수 있다. 현대식 쟁기에서는 코울터와 쟁기가 모두 분리가 가능하므로 마모되거나 파손되었을 때 쉽게 교체할 수 있다.